# Jevgenij Rjasenskij
Jevgenij Alexandrovič Rjasenskij (* 18. července 1987, Tver, SSSR) je ruský reprezentační hokejový obránce, v současné době hrající za moskevské CSKA. Od roku 2012 je čestným držitelem medaile za Ctěného Mistra sportu v Rusku.

## Životopis
Jevgenij Rjasenskij začal s hokejem již v mládí, chodil na sportovní školu v Tveru, poté hrál v mládežnických týmech CSKA a v "Křídlech Sovětů."
V roce 2005 se Rjasenskij stěhoval do Kazaně kde hrál za domácí tým (Ak Bars Kazaň) pravidelně ruskou hokejovou Superligu. V sezóně 2005/2006 se s Kazaní stal mistrem Ruska, v dalším finále po roce v sezoně 2006/2007 Kazaň prohrála s Metalurgem Magnitogorsk. Ve stejném roce Rjasenskij získal další trofej – Evropský pohár.
V roce 2008 přešel do dalšího týmu a to do Neftěchimiku Nižněkamsk kde hrál tři roky. Ke konci sezóny 2010/2011 byl vyměněn do CSKA Moskva. V květnu 2012 prodloužil smlouvu s klubem o další dva roky.

## Mezinárodní kariéra
Poprvé se objevil na Mistrovství světa mládeže v roce 2007 kde vybojoval stříbrnou medaili. Nyní hraje za seniorskou hokejovou reprezentaci (aktivně na EHT). V roce 2012 se poprvé zapojil do kádru na MS a hned získal zlatou medaili. V roce 2013 hrál opětovně na MS ale v pátém zápase s Finskem se vážně zranil (zlomená žebra) a tak nemohl dohrát.

## Úspěchy

### Osobní
- Nejlepší obránce Švédských hokejových her v roce 2010

### Týmové
- Mistrovství světa juniorů v ledním hokeji 2007 – Stříbrná medaile (Rusko)
- Mistrovství světa v ledním hokeji 2012 – Zlatá medaile Rusko
- Vítěz Evropského poháru v roce 2007
- Šampion ruské Superligy v sezóně 2005/2006 (s týmem Ak Bars Kazaň)
- Stříbrný medailista ruské Superligy v sezóně 2006/2007 (s týmem Ak Bars Kazaň)

## Klubové statistiky
| Sezona     | Klub          | Soutěž     | Základní část | Základní část | Základní část | Základní část | Základní část | Play off | Play off | Play off | Play off | Play off |
| Sezona     | Klub          | Soutěž     | Z             | G             | A             | B             | TM            | Z        | G        | A        | B        | TM       |
| ---------- | ------------- | ---------- | ------------- | ------------- | ------------- | ------------- | ------------- | -------- | -------- | -------- | -------- | -------- |
| 2005–06    | Ak Bars Kazaň | RSL        | 20            | 0             | 1             | 1             | 14            | 11       | 1        | 1        | 2        | 3        |
| 2006–07    | Ak Bars Kazaň | RSL        | 20            | 0             | 0             | 0             | 72            | 14       | 2        | 1        | 3        | 0        |
| 2007–08    | Ak Bars Kazaň | RSL        | 24            | 2             | 0             | 2             | 20            | -        | -        | -        | -        | -        |
| 2008–09    | Neftěchimik   | KHL        | 53            | 1             | 8             | 9             | 87            | 4        | 0        | 0        | 0        | 0        |
| 2009–10    | Neftěchimik   | KHL        | 53            | 6             | 10            | 16            | 69            | 9        | 0        | 0        | 0        | 4        |
| 2010–11    | Neftěchimik   | KHL        | 38            | 2             | 10            | 12            | 20            | 7        | 0        | 0        | 0        | 2        |
| 2010–11    | CSKA Moskva   | KHL        | 48            | 1             | 5             | 6             | 16            | 5        | 0        | 0        | 0        | 2        |
| 2011–12    | CSKA Moskva   | KHL        | 48            | 1             | 5             | 6             | 16            | 5        | 0        | 0        | 0        | 2        |
| 2012–13    | CSKA Moskva   | KHL        | 48            | 5             | 1 3           | 18            | 32            | 9        | 0        | 1        | 1        | 2        |
| RSL celkem | RSL celkem    | RSL celkem | 64            | 2             | 1             | 3             | 106           | 25       | 3        | 2        | 5        | 8        |
| KHL celkem | KHL celkem    | KHL celkem | 240           | 15            | 46            | 61            | 224           | 34       | 0        | 1        | 1        | 8        |

### Reprezentační statistiky
| 2007                      | Rusko 18                  | MSJ                       | 6  | 1 | 3 | 4 | 6 |
| 2012                      | Rusko                     | MS                        | 7  | 0 | 1 | 1 | 0 |
| 2013                      | Rusko                     | MS                        | 5  | 1 | 0 | 0 | 0 |
| Mistrovství světa juniorů | Mistrovství světa juniorů | Mistrovství světa juniorů | 6  | 1 | 3 | 4 | 6 |
| Mistrovství světa         | Mistrovství světa         | Mistrovství světa         | 13 | 1 | 1 | 2 | 0 |